# Toxorhina nympha
Toxorhina nympha är en tvåvingeart som beskrevs av Alexander 1961. Toxorhina nympha ingår i släktet Toxorhina och familjen småharkrankar. Inga underarter finns listade i Catalogue of Life.